# Distretto di El Harrouch
Il distretto di El Harrouch è un distretto della Provincia di Skikda, in Algeria.

## Comuni
Il distretto di El Harrouch comprende 5 comuni:
- El Harrouch
- Emdjez Edchich
- Ouled Hbaba
- Salah Bouchaour
- Zerdaza